# Юліан Баумгартлінгер
Юліан Баумгартлінгер (нім. Julian Baumgartlinger, нар. 2 січня 1988, Зальцбург) — австрійський футболіст, півзахисник.

## Клубна кар'єра
Народився 2 січня 1988 року в місті Зальцбург. Вихованець футбольної школи клубу «Мюнхен 1860».
У дорослому футболі дебютував 2007 року виступами за «Мюнхен 1860», в якому провів два сезони, проте більшість матчів грав за дублюючу команду.
Влітку 2009 року уклав контракт з клубом «Аустрія» (Відень), у складі якої провів наступні два роки своєї кар'єри гравця. Більшість часу, проведеного у складі віденської «Аустрії», був основним гравцем команди.
До складу клубу «Майнц 05» приєднався влітку 2011 року на правах вільного агента. Наразі встиг відіграти за клуб з Майнца понад 100 матчів в національному чемпіонаті.

## Виступи за збірну
9 вересня 2009 року дебютував в офіційних матчах у складі національної збірної Австрії в матчі-кваліфікації на ЧС-2010 проти збірної Румунії, який завершився з рахунком 1-1.
3 червня 2014 року відзначився дебютним голом за збірну Австрії в товариському матчі проти збірної Чехії.
5 вересня 2016 року вперше вивів на поле збірну Австрії з капітанською повʼязкою у матчі відбіркового турніру чемпіонату світу 2018 року проти збірної Грузії.  
Був включений в заявку збірної на чемпіонат Європи 2020, що проводився влітку 2021 року. На турнірі зіграв лише в стартовому матчі групового етапу проти збірної Північної Македонії. В плей-оф збірна пробилася, де в 1/8 фіналу програла збірній Італії. Матч з Північною Македонію  став останнім зіграним за збірну Австрії, після чемпіонату Європи більше до лав команди не викликався.
21 листопада 2023 року офійційно оголосив про завершення своєї кар'єри в збірній Австрії. Всього провів у формі команди 84 матчі, забив 1 гол.